# Храм Чанчунь (Пекин)
Пекинский храм Чанчунь (кит. упр. 北京长椿寺, пиньинь Beijing Changchun Si) — буддийский храм в пекинском районе Сюаньу, расположен по адресу: ул. Чанчуньцзе, 9.
Храм был построен при династии Мин матерью императора, правившего под девизом «Ваньли» в 1592 году. В 1679 году храм сильно пострадал от землетрясения, и уже больше никогда не достигал былого блеска. Долгое время он использовался как хранилище для гробов. После образования КНР в 1949 году храм стал использоваться как жилое помещение. В 2001 году храм был признан объектом культуры и взят под охрану, была произведена его реставрация стоимостью 200 миллионов юаней. В 2005 году храм был открыт вновь как «Музей культуры района Сюаньу».